# Mignon (Thomas)
Mignon és una òpera en 3 actes i 5 quadres d'Ambroise Thomas, sobre un llibret francès de Jules Barbier i Michel Carré, basat en Els anys d'aprenentatge de Wilhelm Meister de Goethe. Va ser estrenada a l'Opéra-Comique de París el 17 de novembre de 1866.

## Origen i context
El projecte de Mignon va sorgir dels llibretistes, Jules Barbier i Michel Carré. Després de la reeixida adaptació del Faust, amb música de Charles Gounod, van decidir treballar sobre Els anys d'aprenentatge de Wilhelm Meister, també de Goethe. Inicialment van oferir el llibret a Meyerbeer, qui el va refusar en considerar-lo massa allunyat del seu estil; després a Gounod; i finalment a Ambroise Thomas. Aquest darrer, conegut sobretot com a compositor dopéras-comiques’, havia gaudit ja d'algun èxit, però cap de les seues obres havia romàs massa temps als cartells. Amb Mignon, i amb més de cinquanta anys, el compositor hauria de conèixer el triomf i una anomenada internacional, confirmada dos anys després amb el seu Hamlet.
Inicialment, Mignon va ser concebuda amb un final tràgic en què Mignon, com a la novel·la de Goethe, moria brutalment en el transcurs d'una festa popular. Aquest final violava una convenció aleshores vigent – i que no va ser abandonada fins a la Carmen de Georges Bizet l'any 1875 – que dictava que les opéras-comiques tingueren un final feliç. D'aquesta manera, i des de les primeres representacions, va rebre una tèbia acollida. « Va ser llavors, conta Jules Barbier, que, com a persones pràctiques que érem, ens vam dir: però si per respectar aquesta mort de Mignon, a penes indicada en la novel·la de Goethe, perdem entre 7 i 800 representacions! Val més la pena casar-los com si foren uns valents burgesos i deixar la porta oberta a llur nombrosa posteritat. » Així es va fer, i l'obra va gaudir d'un gran èxit.

## Representacions
Napoleó III va assistir a la representació número 22 i, entusiasmat, va fer donar 15 representacions l'any següent per als sobirans europeus, reunits a París arran de l'Exposició Universal. L'any 1868 va ser representada a Weimar i a Viena, llocs on va aconseguir una immediata popularitat. L'any 1870 es va estrenar a Londres en italià, amb un gran èxit. El 1894 va atènyer la representació número 1.000 a l'Opéra-Comique, esdevenint així la primera òpera que va ser representada tantes vegades en vida del compositor.
Per a donar resposta al gran èxit, Ambroise Thomas transformà Mignon en grand opéra, amb l'orquestració dels diàlegs parlats, transformant-los en recitatius. És en aquesta versió amb la qual ha estat representada habitualment des d'aleshores. El compositor també va elaborar una versió amb final dramàtic, especialment destinada als països germànics, als quals l'obra de Goethe era ben coneguda pel públic.

## Argument

### Acte I
Lloc: al pati d'una posada
Davant dels camperols reunits, un músic ambulant, Lothario, canta la seua tristesa: va a la recerca de la seua filla Sperata, desapareguda fa molt de temps. Arriba una colla de gitanos dirigida pel cruel Jarno, que fa la seua representació sota la mirada de dos comediants, la coqueta Philine i l'espiritual Laërte. Jarno anuncia que la jove Mignon executarà el cèlebre «pas des œufs», però la noia hi refusa. Al moment en què Jarno vol colpejar-la, un jove i ric estudiant, Wilhelm Meister, s'hi interposa. Philine es mostra molt interessada pel jove estudiant, qui explica a Laërte que duu una existència ociosa i feliç. Interessat recíprocament per Philine, Wilhelm decideix de fer-ne la conquesta.

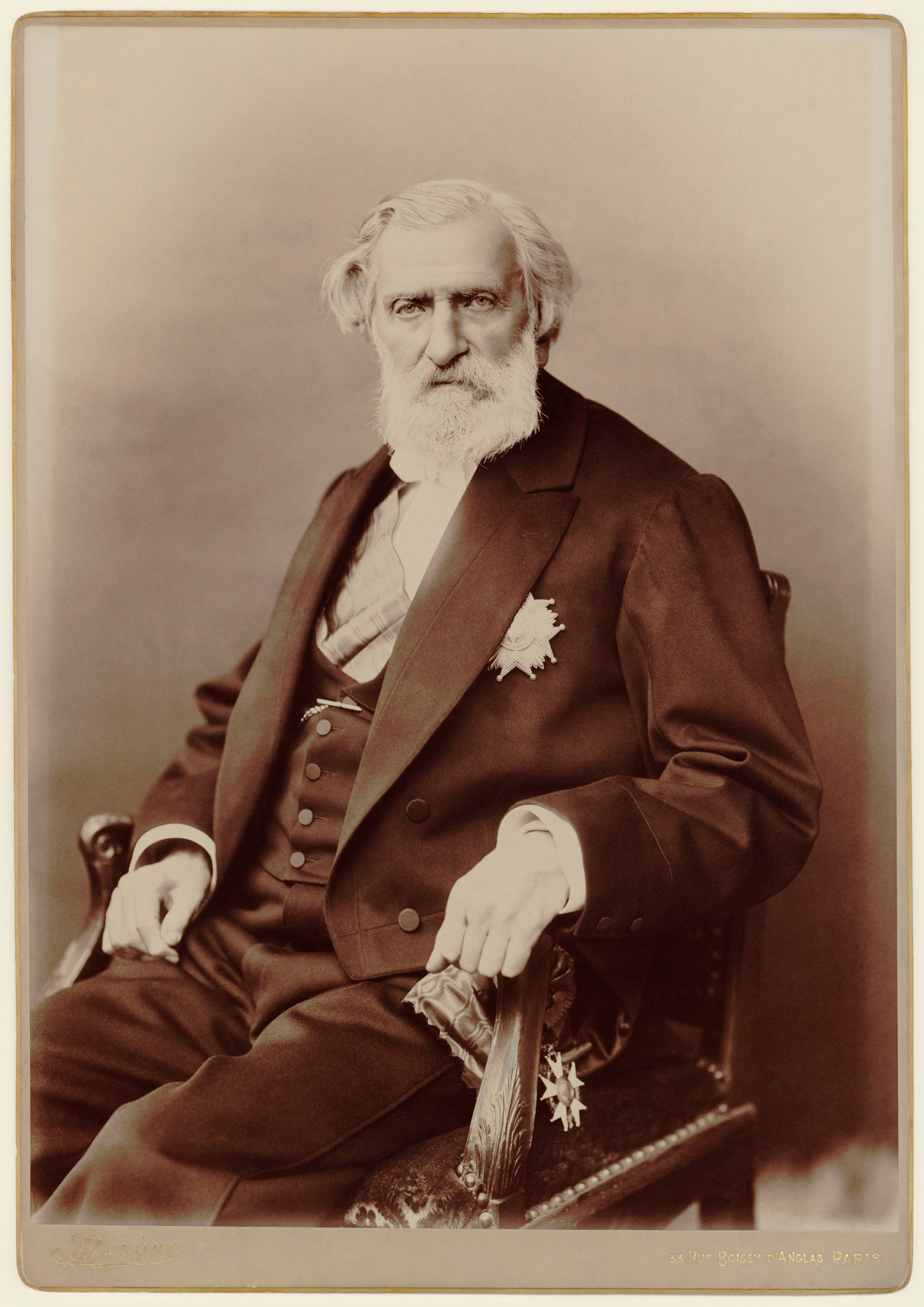
Ambroise Thomas

Arriba Mignon per agrair a Wilhelm Meister la seua ajuda. El jove la interroga però ella respon de manera misteriosa, perquè ignora la seua edat, ha perdut els pares, i només se'n recorda d'haver crescut a un país assolellat, potser Itàlia: canta la celebèrrima ària «Connais-tu le pays où fleurit l'oranger?». Corprès per aquesta contalla, Wilhelm Meister compra a Jarno la llibertat de Mignon.
Philine es troba amb un dels seus pretendents, Frédéric, qui està furiós amb la presència de Wilhelm. Laërte duu una invitació del baró de Rosenberg, oncle de Frédéric, perquè acudisquen a donar una representació al seu castell.
Mignon vol seguir Wilhelm Meister; aquest inicialment s'hi oposa, però acaba per cedir amb la condició que ella es transvestisca.

### Acte II
Lloc: al gabinet del castell de Rosenberg
Philine es prepara per a la representació del Somni d'una nit d'estiu de Shakespeare. Wilhelm la visita, acompanyat de Mignon vestida de patge. Philine es burla de Mignon. Aquesta decideix vestir-se amb la roba de Philine per a seduir Wilhelm. Aquest té un enfrontament amb Frédéric i ambdós joves es barallen. Mignon surt del seu amagatall amb la intenció de separar-los però Wilhelm, conscient que Mignon no és més que una noia, li demana que se'n vaja. Arriba Philine i veu Mignon amb el seu vestit. Li'l deixa amb menyspreu, però Mignon es lleva el vestit desesperada en veure que Wilhelm estima Philine. Mignon es confia a Lothario, el qual acaba d'arribar al castell, qui decideix ajudar-la a venjar-se'n.
Al parc, Philine triomfa en el seu paper de Titània: canta la cèlebre polonesa « Je suis Titania la blonde… ». Apareix Lothario com embogit: ha calat foc al castell. Philine envia Mignon a buscar el reu ram de flors entre les flames. És salvada del foc per Wilhelm.

### Acte III
Lloc: la galeria d'un palau italià
Lothario ha portat Mignon i Wilhelm al palau dels Cipriani. Vetlla una Mignon adormida. Wilhelm la contempla i s'adona que està enamorat d'ella. Vol comprar-li el palau. Laërte li comunica que Philine els ha seguit i que es troba ací. Mignon es desperta i Wilhelm li declara el seu amor, però la veu de Philine l'interromp i Mignon s'esvaneix.
Lothario entra, abillat amb vestits magnífics i portant un cofret i els revela que el palau li pertany. Wilhelm i Mignon el prenen per boig. Lothario ofereix a la noia un xal brodat, una polsera de corall i un llibre d'hores. Però a Mignon no li cal obrir el llibre per dir les pregàries. A poc a poc, els seus records tornen i finalment reconeix el palau de la seua infantesa. Lothario és son pare i ella no és altra que Sperata. Mignon defalleix corpresa per l'emoció.

## Intèrprets
En la seua estrena l'any 1866, Mignon va gaudir d'un repartiment de gran qualitat. La interpretació de Célestine Galli-Marié en el paper protagonista va contribuir molt a l'èxit de l'obra. Va estar acompanyada per Marie Cabel (Philine), Léon Achard (Wilhelm) i Charles Aimable Bataille (Lothario).
A Londres, l'any 1870, Christina Nilsson, la qual havia estrenat, amb el paper d'Ofèlia, el Hamlet de Thomas l'any 1868, va triomfar en el paper de Mignon. Jean-Baptiste Faure va encarnar Lothario.
Sigrid Arnoldson va ser una de més cèlebres Mignon en la dècada del 1900. Havia debutat en el paper a l'Opéra-Comique l'any 1887, i el va cantar pertot arreu: el 1907 va celebrar a Dresden la seua 500a representació de l'obra.